# Ornebius wandella
Ornebius wandella är en insektsart som beskrevs av Otte, D. och R.D. Alexander 1983. Ornebius wandella ingår i släktet Ornebius och familjen Mogoplistidae. Inga underarter finns listade i Catalogue of Life.